# (23473) Voss
(23473) Voss ist ein Asteroid des Hauptgürtels, der am 11. Oktober 1990 von den deutschen Astronomen Freimut Börngen und Lutz D. Schmadel an der Thüringer Landessternwarte Tautenburg (IAU-Code 033) in Thüringen entdeckt wurde.
Der Asteroid wurde am 5. Juli 2001 nach dem deutschen Philologen und Dichter Johann Heinrich Voß (1751–1826) benannt, der Homers Epen Ilias und Odyssee sowie die Werke von Vergil, Ovid, Horaz, Tibull, Properz und anderen klassischen Dichtern übersetzte. Ab 1818 bis 1829 veröffentlichte er in neun Bänden eine Übersetzung der Dramen William Shakespeares, die er mit Hilfe seiner Söhne Heinrich und Abraham angefertigt hatte.